# Kongolo (Tansania)
Kongolo ist ein Bezirk (Ward) des Distriktes Mbarali in der tansanischen Region Mbeya.

## Geografie
Kongolo liegt im Südwesten von Tansania etwa 40 Kilometer nordöstlich der Regionshauptstadt Mbeya. Der Bezirk grenzt im Norden an Utengule Usangu, im Osten an Igurusi, an Mahongole im Westen und im Süden an den Distrikt Mbeya.
Die Fläche des Bezirks beträgt 85,75 Quadratkilometer, bei der Volkszählung 2022 wohnten 14.079 Menschen in 3952 Haushalten.

## Gliederung
Der Bezirk besteht aus fünf Gemeinden (Mtaa) mit 26 Orten (Kitongoji):
| Azimio Mapula - Mwalemi A - Mwalemi B - Kapyo - Majojolo - Mapula | Azimio Mswiswi - Msufini - Shuleni - Njia panda - Mkhami - Uzunguni | Kongolo Mkola - Tazara - Usafwa - Danida - Kanisani A - Kanisani B | Kongolo Mswiswi - Majengo mapya - Mswiswi - Mapambazuko - Mshikamano - Maendeleo | Mambi - Mpeleke - Mji mwema - Mlangali - Mkola - Kalanzi - Sankweli |

## Wirtschaft und Infrastruktur
- Wirtschaft: Etwa 1.400 Landwirte bauen auf 3.690 Hektar Reis, Mais, Maniok, Sonnenblumen, Kartoffeln, Zwiebeln, grüne Paprika, Tomaten, Ingwer, Erdnüsse und Wassermelonen an.[3]
- Bildung: Im Bezirk liegen fünf Grundschulen und eine weiterführende Schule, die Jakaya-Schule.[3] Diese wurde 2008 eröffnet und bildet Jugendliche bis zur 4. Stufe aus.[7]
- Gesundheit: In Kongolo gibt es drei Apotheken, zwei staatliche in Kongolo Mkola und in Kongolo Mswiswi und eine private.[8][9][10]